# Služetín (Bezvěrov)
Služetín je malá vesnice, část obce Bezvěrov v okrese Plzeň-sever v Plzeňském kraji. Nachází se asi tři kilometry severovýchodně od Bezvěrova. Služetín leží v katastrálním území Služetín u Bezvěrova o rozloze 2,93 km².

## Historie
První písemná zmínka o vesnici pochází z roku 1186.

## Obyvatelstvo
Při sčítání lidu v roce 1921 zde žilo 127 obyvatel (z toho 59 mužů), z nichž bylo 126 Němců a jeden cizinec. Všichni se hlásili k římskokatolické církvi. Podle sčítání lidu z roku 1930 měla vesnice 137 obyvatel: jednoho Čechoslováka a 136 Němců. I tentokrát všichni byli římskými katolíky.
| Rok            | 1869 | 1880 | 1890 | 1900 | 1910 | 1921 | 1930 | 1950 | 1961 | 1970 | 1980 | 1991 | 2001 | 2011 | 2021 |
| -------------- | ---- | ---- | ---- | ---- | ---- | ---- | ---- | ---- | ---- | ---- | ---- | ---- | ---- | ---- | ---- |
| Počet obyvatel | 106  | 101  | 108  | 108  | 121  | 127  | 137  | 50   | 44   | 34   | 21   | 31   | 16   | 20   | 35   |
| Počet domů     | 21   | 21   | 21   | 21   | 23   | 22   | 23   | 17   | 27   | 7    | 7    | 14   | 13   | 13   | 13   |

## Obecní správa
Při sčítání lidu v letech 1869–1930 Služetín byl osadou obce Vlkošov v okrese Kralovice. V letech 1950–1975 byl samostatnou obcí, se kterým patřil nejprve do okresu Toužim, ale v letech 1961–1975 v okrese Plzeň-sever. Od 1. ledna 1976 je částí obce Bezvěrov v okrese Plzeň-sever. V letech 1950–1975 k obci patřila Buč.